# Dżafarijjat
Dżafarijjat (arab. جعفريات) – wieś w Syrii, w muhafazie Hims. W 2004 roku liczyła 678 mieszkańców.